# Патернион
Патернион (на немски: Paternion, на словенски Špaterjan, Шпатерян) е селище в Южна Австрия. Разположено е по десния бряг на река Драва в окръг Филах-Ланд на провинция Каринтия. Надморска височина 519 m. Отстои на около 55 km западно от провинциалния център град Клагенфурт. Има жп гара. Население 6095 жители към 1 април 2009 г.